# Прощавай, рідний дім (фільм, 1999)
«Прощавай, рідний дім» (рос. Истина в вине, фр. Adieu, plancher des vaches!) - фільм відомого грузинсько-французького кінорежисера Отара Іоселіані.

## Сюжет
Господаря розкішного шато домочадці давно тримають узаперті, випускаючи лише на великі родинні свята. Та все ж йому вдається тягати вино з фамільного льоху і бенкетувати з навколишніми бродягами. Тим часом його син П'єр, соромлячись аристократичного походження, влаштовується мийником посуду у барі, закохується, вплутується в пограбування і потрапляє до в'язниці. Власник бару тим часом банкротує, а кохана П'єра виходить за того, хто її зґвалтував.

## Актори
- Ніко Тарієлашвілі (англ. Nico Tarielashvili) - Син
- Лілі Лавіна (англ. Lily Lavina) - Мати
- Філіпп Бас (англ. Philippe Bas) - Водій мотоциклу
- Енк Стефані (англ. Stephanie Hainque) - Дівчина у барі
- Мірабелла Кіркленд (англ. Mirabelle Kirkland) - Мейд
- Амірал Аміранашвілі (англ. Amiran Amiranashvili) - Хобо
- Хоакім Салінджер (англ. Joachim Salinger) - Жебрак
- Еммануель Де Шавіньі (англ. Emmanuel de Chauvigny) - Коханка
- Отар Іоселіані (англ. Otar Iosseliani) - Батько
- Алікс Де Монтегю (англ. Alix de Montaigu) - Власник бару
- Єва Йонеско (англ. Eva Ionesco) - Хукер

## Нагороди

### Європейський кіноприз
- Нагорода ФІПРЕССІ дана Європейською кіноакадемією 1999 року.

### Французька національна премія кінокритиків
- Нагорода у номінації "Найкращий фільм" (1999 рік).